# Maghiari
Maghiarii sau ungurii sunt un popor răspândit în Europa Centrală, vorbitor nativ al limbii maghiare, o limbă fino-ugrică aglutinantă (mai precis ugrică). Etnia maghiară alcătuiește majoritatea absolută a cetățenilor din Ungaria (în maghiară Magyarország, în trad. „Țara Maghiară”), cu o pondere covârșitoare de 92,3% conform recensământului din 2006. Importante comunități maghiare trăiesc și în țările vecine Ungariei, respectiv în România, Slovacia, Serbia, Austria, și Ucraina, unde formează minorități etnice semnificative. Comunități mai mici de etnici maghiari se găsesc în alte două țări vecine ale Ungariei, mai precis Croația și Slovenia. O altă comunitate minoritară maghiară semnificativă în Europa Centrală se găsește pe teritoriul Republicii Cehe. De asemenea, tot în Europa Centrală, o comunitate mare de imigranți maghiari se regăsește în Germania. În afara Europei, comunități mari de etnici maghiari se regăsesc în Israel, în America de Nord, mai precis în Statele Unite ale Americii respectiv Canada precum și în Oceania (cel mai notabil în Australia) și în America de Sud. Alte comunități mai mici ale diasporei maghiare se găsesc în Asia respectiv Africa.

## Înțelesul termenilor maghiari și unguri
Până în sec. al XIX-lea denumirea de „ungur” era folosită pentru a-i desemna pe toți locuitorii Regatului Ungariei, indiferent de etnie. Dieta de la Pojon (i.e., Bratislava de astăzi) edicta în anul 1791 privilegii pentru sârbii refugiați din Imperiul Otoman, cu argumentul că „și pe aceștia [pe sârbi] îi socotim unguri. Astfel îi declarăm și pe ei, ca și pe celelalte naționalități care locuiesc în Regatul Ungariei, drept unguri, drept compatrioții noștri.” În limba română substantivul „ungur” respectiv „ungurean” îi desemna de asemenea pe toți locuitorii „Țării Ungurești”, indiferent de etnie.
Receptarea principiilor Revoluției Franceze a dus la ideea că toți locuitorii Ungariei ar forma „națiunea politică ungară”, fapt formulat în preambulul Legii Naționalităților, nr. XLIV/1868, în sensul că „toți cetățenii Ungariei formează conform principiilor constituționale o națiune în sens politic, anume națiunea unitară și indivizibilă ungară, între ai cărei membri se numără fiecare cetățean al patriei, indiferent cărei naționalități ar aparține.”
Industrializarea si modernizarea Regatului Ungariei începând cu a doua jumătate a secolului al XIX-lea a însemnat înlocuirea treptată a elitelor urbane germane (i.e., germanii din Ungaria) cu noua burghezie maghiară în formare. Naționaliștii maghiari au impus o maghiarizare forțată pentru cei proveniți din toate grupurile etnice (i.e., șvabi dunăreni, slovaci, români etc.). În ultimii ani ai sec. al XIX-lea și în primele decenii ale secolului al XX-lea, maghiarizarea ca mijloc de integrare urbană s-a accelerat și a fost însoțită de măsuri politice menite să o faciliteze. Aceasta a dus la o reacție de opoziție vie din partea elitelor intelectuale ale naționalităților nemaghiare din Ungaria, al căror interes nu era integrarea urbană a grupurilor aflate sub influența lor (ca preoți, avocați etc.).

## Istoria
Istoria timpurie a maghiarilor este puțin cunoscută. Trecutul îndepărtat al poporului maghiar poate fi reconstituit, în linii generale, în funcție de izvoare lingvistice și doar pe un plan secundar de izvoare istorice. Studiile lingvistice comparative au stabilit că limba maghiară aparține grupului fino-ungric din familia uralică. Se aseamănă cu limbile vogulă și ostiacă care se vorbesc în bazinul fluviului Ob. Grupul ugric din familia uralică s-a separat la sfârșitul mileniului III î.H. De-a lungul mileniului I î.H. o parte a grupului a ajuns în bazinul râului Tobol. Acești ugri și-au dat un nou nume, mogyer (magyar, majgar) care se traduce prin „om care vorbește”.
Cel mai probabil în secolele VI-VII mogyerii au migrat spre sud-vest, pe teritoriul actualelor republici autonome Tatarstan și Bașchiria. Unii dintre ei au rămas pe loc, aceștia fiind înaintașii actualilor bașchiri. În călătoria sa din 1236, călugărul Iulianus  menționează Hungaria Magna pe teritoriul actual al Bașkortostanului. De aici, o parte dintre mogyeri s-au deplasat în bazinul Kubanului unde s-au găsit rămășițe ale acestei populații, pe valea râului Kuma, până în secolul al XIV-lea. La vremea aceea, teritoriul unde s-au instalat făcea parte din haganatul hazar. În această perioadă s-au amestecat mogyerii cu onogurii.
În jurul anului 830, ungurii s-au deplasat din Bașchiria în zona de nord a Mării Azov în teritoriul denumit Levedia de către Constantin al VII-lea Porfirogenetul. Pentru a se apăra de unguri, hazarii au construit în perioada 838-838 fortificația Sarkel. Ulterior, ungurii nu mai reprezentau un pericol pentru hazari, ei devenind o componentă a acestei confederații, fiind folosiți ca avangardă a armatei. Regele ungurilor purta titlul de kende (kündü) și avea în subordine pe gyla (gyula) care era comandantul armatei.
Impunerea lui Árpád în calitate de conducător al uniunii de triburi ungurești revine, se pare, unui kaganhazar. Împinși spre vest de pecenegi, ungurii se stabilesc temporar, pe la mijlocul secolului IX, în Atelkuzu (în maghiară Etelköz = „teritoriul dintre râuri”; atil, itil înseamnă fluviu în diverse dialecte turcice vechi), delimitat de Marea Neagră și râurile Siret („Seretos”), Nistru și Prut („Brutos”) (vezi Constantin al VII-lea Porfirogenetul (913-959), De administrando Imperii). Ungurii vor întreprinde de aici o serie de raiduri și campanii militare. În 862, ungurii au trecut Carpații (din zona ucraineano-slovacă) și au atacat părțile răsăritene ale Imperiului Carolingian și Moravia, adică vremelnica formațiune statală slavă „Moravie Magna”, care cuprindea o mare parte a Ungariei de azi.

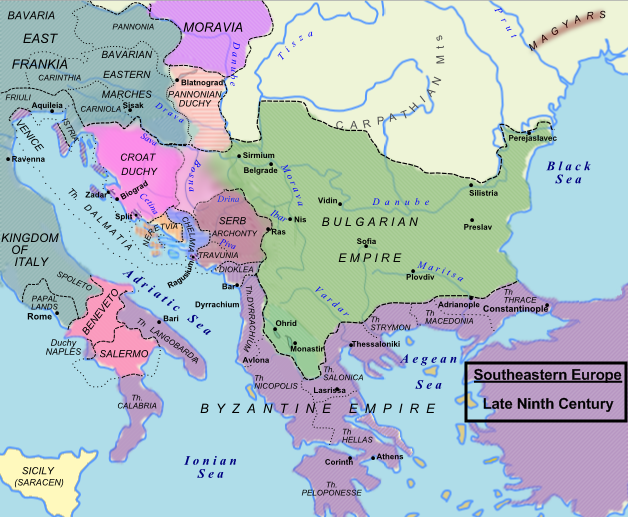
850 A.D. - Balcanii înainte de venirea maghiarilor.

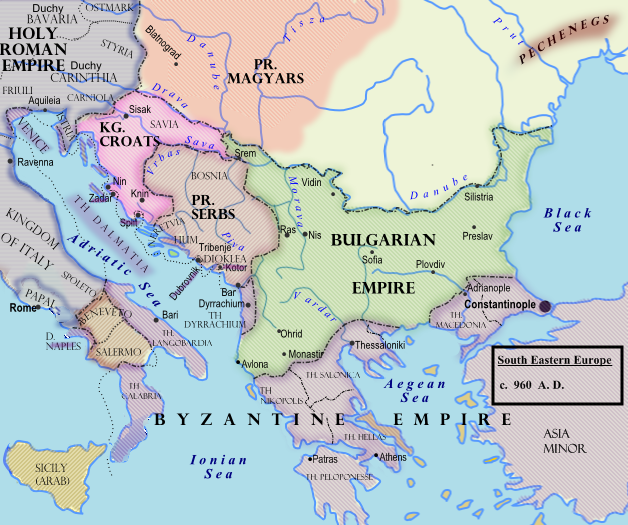
950 A.D. - Parte din Europa Centrală respectiv Balcanii după venirea maghiarilor.

Chemați în sprijin de împăratul bizantin Leon al VI-lea, ungurii au trecut în anul 895 Dunărea de Jos și l-au atacat pe țarul bulgar Simeon. Profitând de această împrejurare și în alianță cu bulgarii, pecenegii au atacat împreună cu aceștia în 895/896 așezările ungurești din Atelkuzu (Etelköz). Lipsiți de apărare, ungurii și grupuri de populații asociate, printre care și trei triburi hazare, se refugiază din nordul Mării Negre în 896 spre vest pe valea Nistrului, și trec Carpații prin Pasul Verețki, ajungând pe Valea Tisei mijlocii. De aici au lansat timp de câțiva ani atacuri de pradă și jaf spre teritorii din Vest-Europa, printre care Germania, Italia, Franța și Spania. În anii 900/901 când triburile ungurești s-au reîntors, nu au mai revenit la vechiul loc pe Tisa, ci s-au așezat în centrul Bazinului Panonic, în vecinătatea lacului Balaton.
Istoria ungurilor în prima jumătate a secolului X este marcată de numeroase raiduri de jaf întreprinse în întreaga Europă. Oștile ungurești, conduse frecvent de Bulcsú (Bulciu) și Lél, (Lehel sau Lelu), au îngrozit creștinătatea. Aplicând o tactică de luptă specifică popoarelor de stepă, bazată pe atacuri și retrageri surprinzătoare, inventivitate și disciplină, războinicii unguri au reușit să iasă învingători în numeroase confruntări militare, mai ales folosind cu abilitate arcul asiatic. În calitate de aliați ai ducelui de Bavaria Arnulf, maghiarii pătrund în anul 899 în Italia. În continuare, ei atacă, pe rând, între anii 911-933, Spania, Franța și Italia. Seria victoriilor ungurești este stopată temporar în anul 933 de ducele bavarez Heinrich I. Același Heinrich va întreprinde în anul 950 un raid în Câmpia Pannoniei, incursiunea rămânând însă fără rezultate semnificative.
În anul 954, oști ungurești conduse de același Bulciu atacă Franța și Germania, susținând opoziția față de împăratul german Otto I. Raidurile ungurești încetează complet abia după victoria decisivă obținută de Otto I în Lechfeld, de lângă Augsburg, la 10 august 955, ocazie cu care Bulciu însuși a fost capturat, apoi executat. Această înfrângere catastrofală a determinat aristocrația tribală să-și reorienteze politica internă și externă. Înțelegând situația în care se aflau ungurii, conducătorul uniunii tribale, principele Géza (971-997), a pregătit premisele creștinării ungurilor și ale întemeierii statului maghiar. Fondarea Regatului Ungar și începutul convertirii ungurilor la catolicism au fost înfăptuite de fiul său, Ștefan I al Ungariei (997-1038). Maghiarii și-au extins statul atacând și cucerind pe rând Moravia, Francia Răsăriteană. După stingerea dinastiei Arpadiene, Carol Robert de Anjou a luat tronul. Fiul său Ludovic a pus capăt anarhiei, a extins statul maghiar și a creat o uniune statală maghiaro-polonă. Statul maghiar va atinge o mare dezvoltare economică și militară, care îl va transforma în centru de rezistență anti-otoman. După bătălia de la Mohacs, partea centrală a Ungariei este supusă Imperiului Otoman. În partea nord vestică va guverna o dietă din vechea nobilime ungurească. Vechea cultură maghiară va conviețui în Principatul Transilvaniei.

## Răspândire geografică
Numărul total al vorbitorilor limbii maghiare ca limbă maternă este estimat la cca. 14,5 milioane de oameni, dintre care 10 milioane trăiesc pe teritoriul Ungariei. O parte a populației vorbitoare de limba maghiară este răspândită, începând din anul 1920, urmare a tratatului de pace de la Trianon, semnat după Primul Război Mondial, în afara Ungariei, în țările vecine. Numărul le este de aproximativ 2,5-3 milioane. Minoritatea maghiară din România numără circa 1,45 milioane de locuitori. În Slovacia trăiesc circa 500.000, în Serbia (Voivodina) circa 293.000, în Ucraina aproximativ 200.000, în Slovenia și Croația aproximativ 25.000-35.000 în total, în Cehia în jur de 50.000, în Austria numărul lor este estimat la câteva sute de mii (în jur de 200.000-250.000). Comunități maghiare importante există în Europa occidentală, Statele Unite, Canada, Australia și Noua Zeelandă, precum și America Latină (îndeosebi în Brazilia, cu 150.000-200.000, Argentina, Chile, Venezuela, Uruguay, Costa Rica).
În afara maghiarilor etnici sau a ungurilor, mai există în Ungaria, Israel și în alte țări câteva zeci de mii de evrei vorbitori de maghiară ca limbă maternă. 
Romii din Ungaria și unii romi din România (Transilvania) și Slovacia sunt de asemenea vorbitori de maghiară sau bilingvi. 
În Ungaria și România (Transilvania) există și o mică comunitate armeană maghiarofonă. 

### Maghiarii din România
În anii instaurării regimului comunist, minoritatea maghiară din România era constituită dintr-un număr de aproximativ 1,5 milioane de membri, număr ce reprezenta atunci 7,5% din populația țării. Numărul persoanelor de etnie maghiară, rezultat în urma recensământului din anul 2002, se ridica la 1.434.377, număr ce reprezenta 6,6% din populația țării, într-o oarecare scădere față de recensământul realizat în anul 1992, când minoritatea maghiară era mai numeroasă cu aproape 0,6% din întreaga populație a țării. Minoritatea maghiară din România, se găsește îndeosebi în spațiul intracarpatic, mai precis în județele Harghita, Mureș și Covasna. De asemenea, minorități etnice maghiare semnificative se mai găsesc în județele de lângă granița cu Ungaria, în vestul și nord-vetul țării, mai exact Satu Mare respectiv Bihor. La nivel politic, comunitatea maghiară din România este reprezentată de anumite formațiuni politice, în principal de Uniunea Democrată Maghiară din România (maghiară Romániai Magyar Demokrata Szövetség; UDMR/RMDSZ).

## Galerie

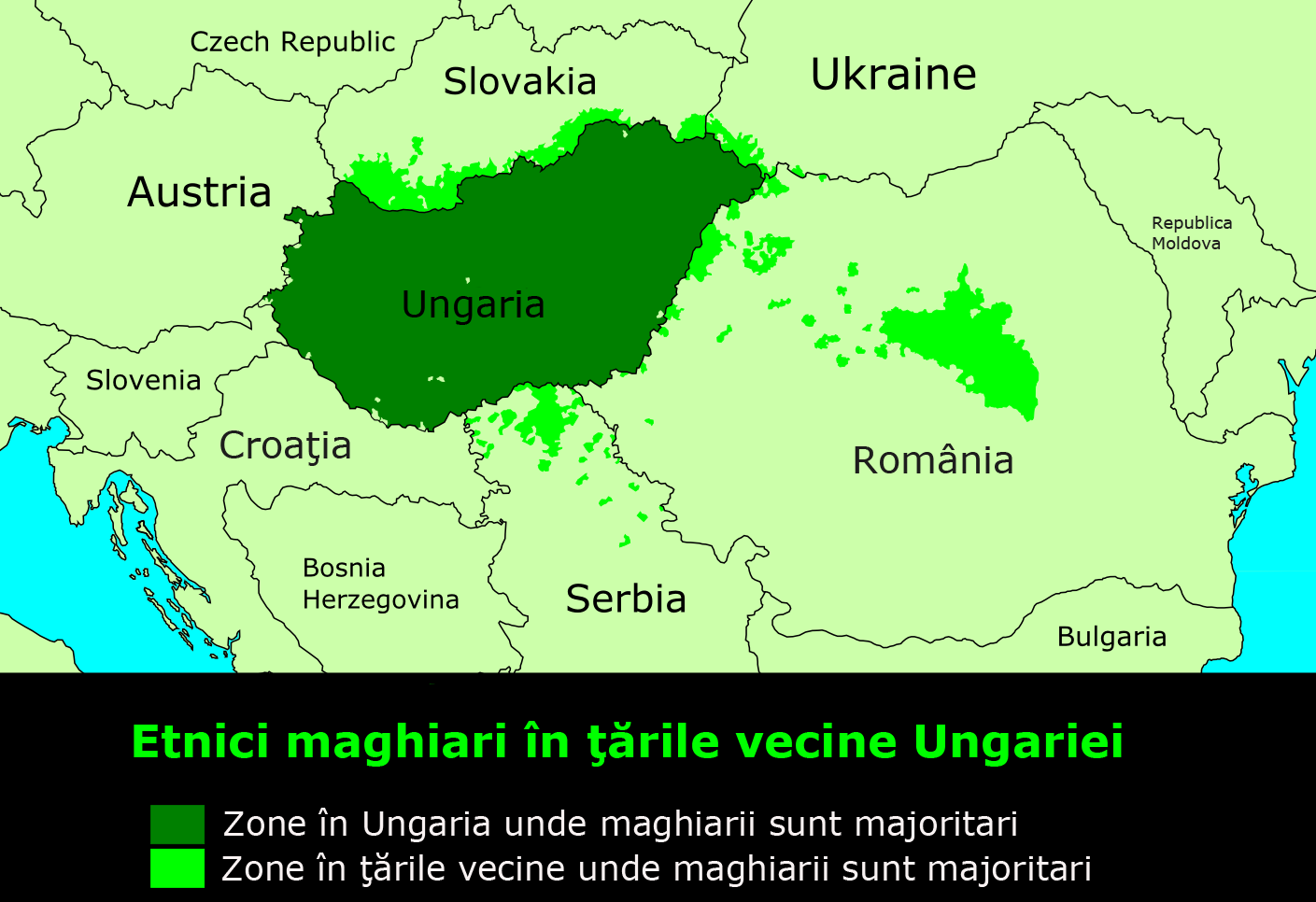
Maghiarii în secolul XXI
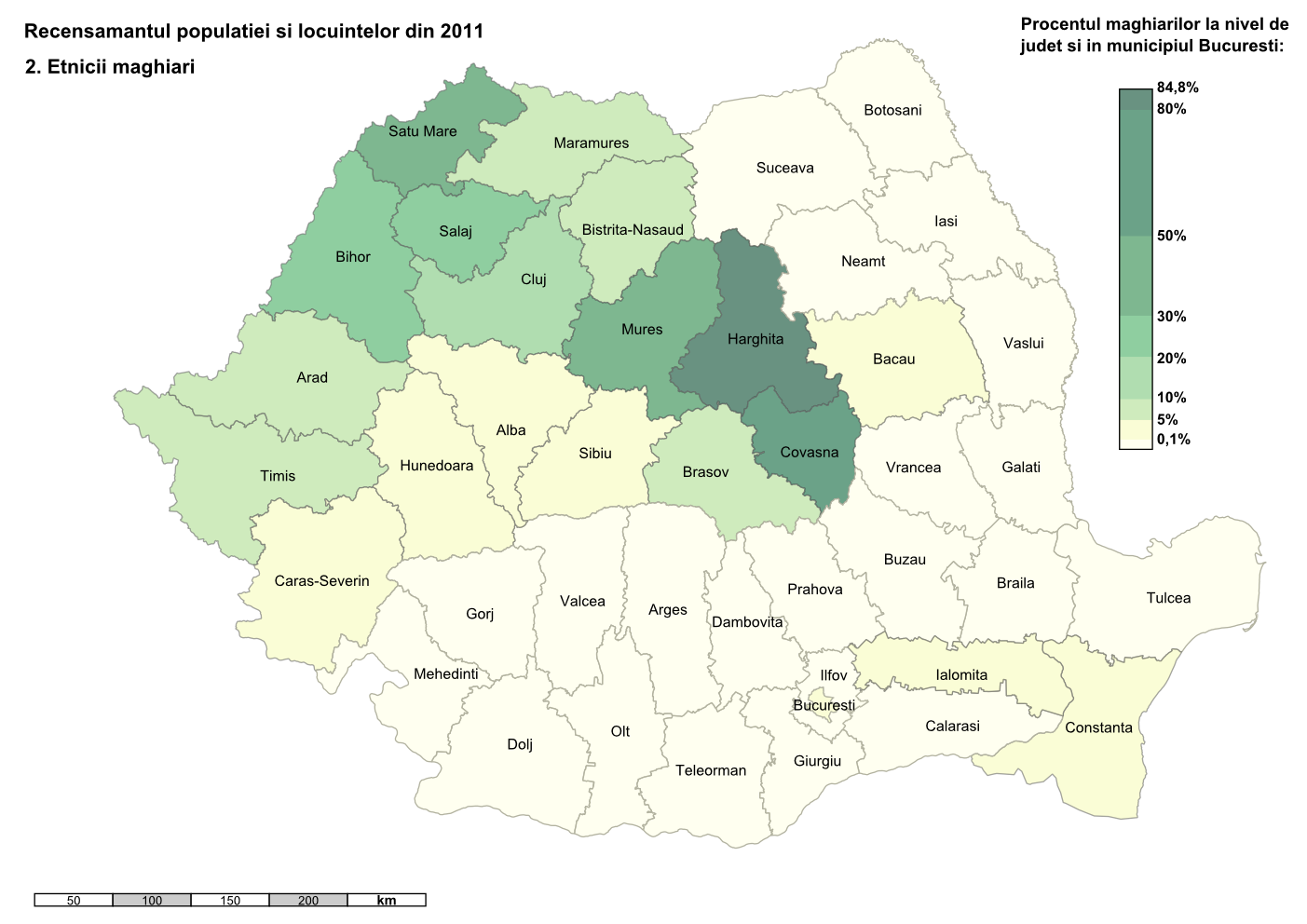
Distribuția etnică a maghiarilor în România
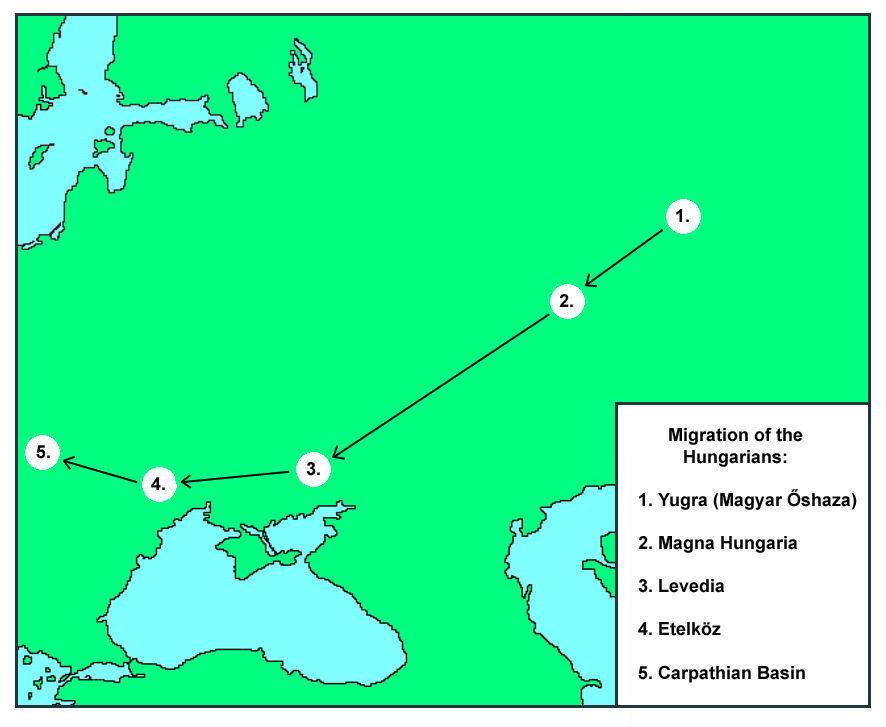
Ruta migrării istorice a ungurilor din Asia (mai precis Yugra, din estul regiunii Ural, astăzi Rusia) în Europa în Evul Mediu
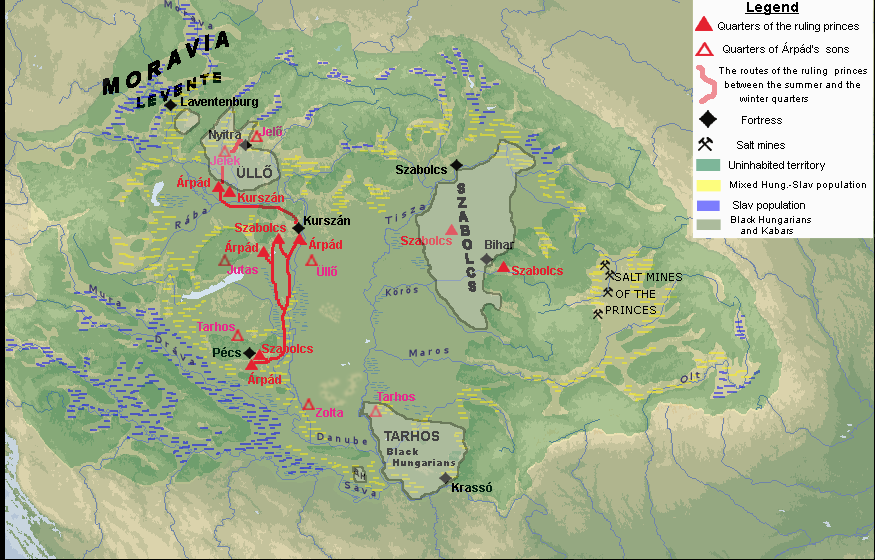
Teritoriul Ungariei de astăzi înaintea secolului al X-lea
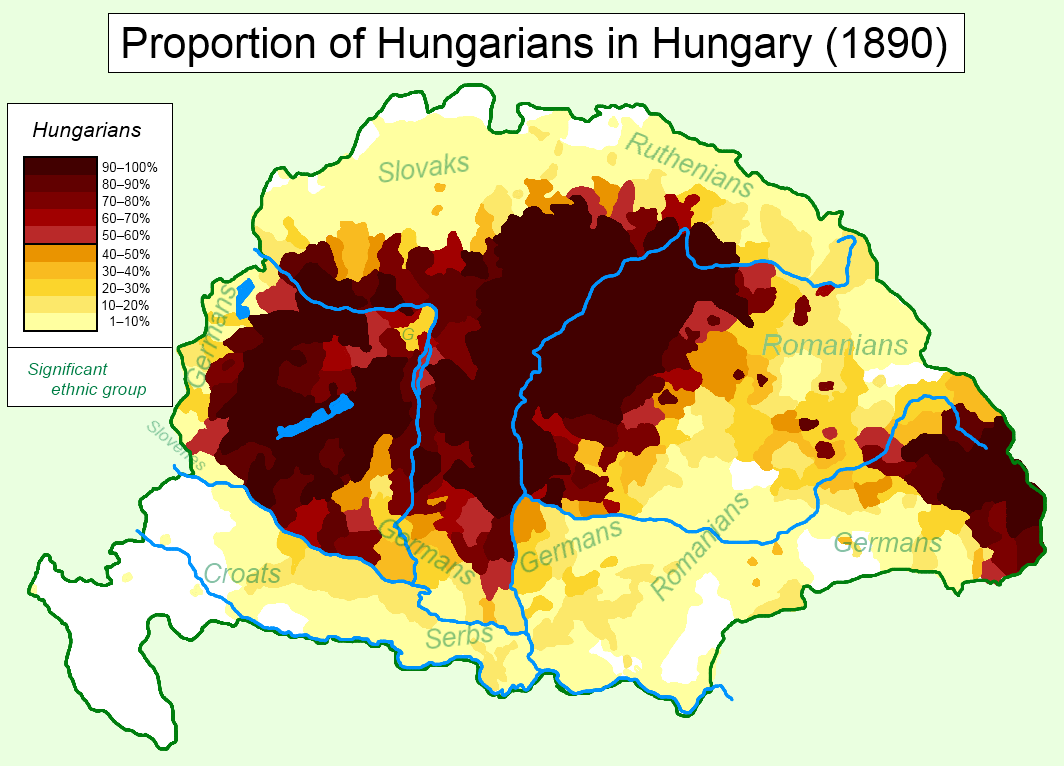
Ponderea etnicilor maghiari în Regatul Ungariei în 1890, conform recensământului austro-ungar efectuat în anul respectiv
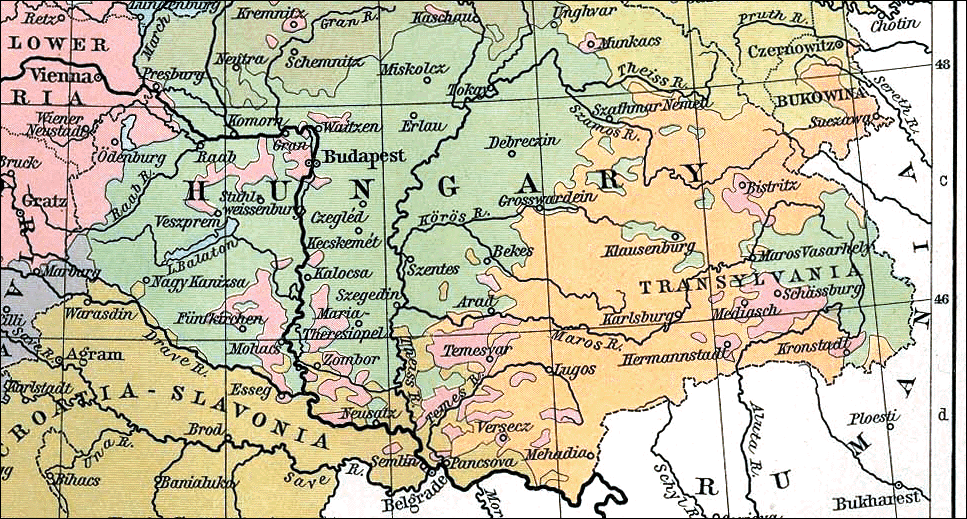
Hartă etnică înfâțișând maghiarii din Austro-Ungaria în anul 1911